# Poppenbütteler Wassermühlen

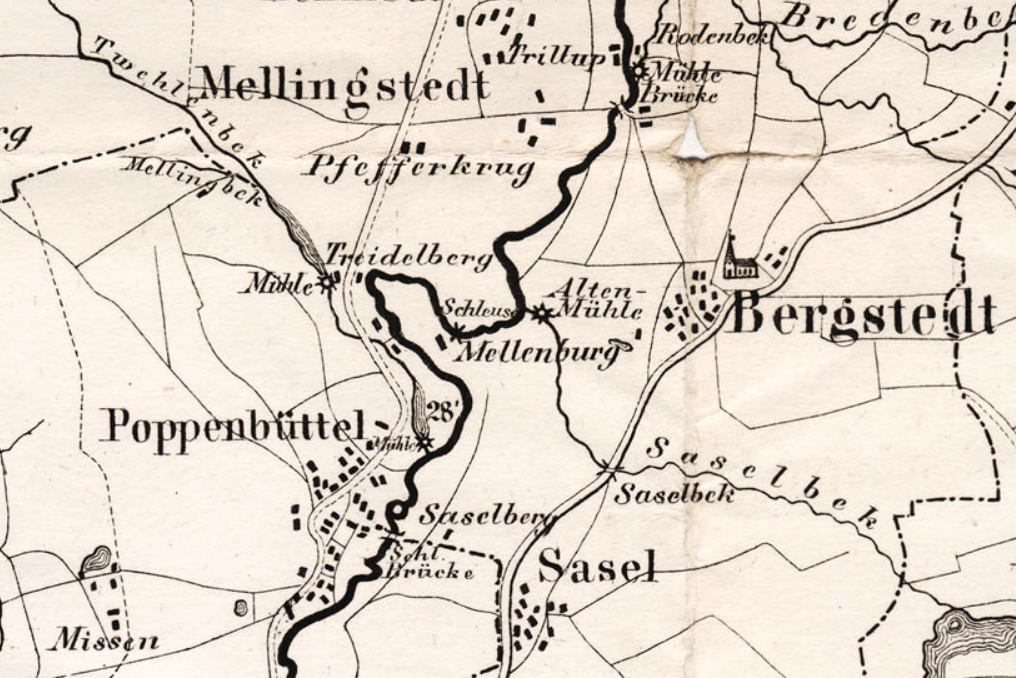
Karte von 1859: Obere und Untere Mühle an der Mellingbek, Rodenbecker Mühle an der Alster (in Bildmitte/oben)

Die Poppenbütteler Wassermühlen in Hamburg-Poppenbüttel wurden vom 17. bis Anfang des 20. Jahrhunderts als Pulver- und Kupfermühlen und später auch als Silbermühle betrieben, die ihren Antrieb von der Mellingbek, einem rechtsseitigen Nebenfluss der Alster, erhielten. Von den Mühlen zeugen heute nur noch die angestauten Mühlenteiche mit ihren Staumauern, dem Kupferteich der Oberen Mühle und den beiden Teichen der Unteren Mühle im heutigen Hohenbuchenpark.

## Geschichte

### 14. bis 16. Jahrhundert
Eine erste Erwähnung einer Mühle in Poppenbüttel findet in der Urkunde vom 10. Juli 1364 statt, in der die Gerichtsbarkeit im Dorf Poppenbüttel an die drei Söhne von Lambertus Strus übertragen wird, und neben den sieben Hufen auch eine Mühle in Poppenbüttel genannt wird. In einer weiteren Urkunde aus dem Jahr 1368 wird das Areal des Mühlenlandes angegeben, das dem Müller zustand.
1389 verkauften die Strutze die sieben Hufe für 830 Mark an das Domkapitel Hamburg. Das Domkapitel hatte bereits 1345 die Dörfer Bergstedt und Sasel mit der Mühle in Rodenbeck an der Bredenbek, kurz vor der Einmündung in die Alster, erworben. Wegen des größeren Wasserzuflusses der Rodenbecker Mühle gegenüber der Poppenbütteler Mühle hat man letztere vermutlich stillgelegt.

### 17. Jahrhundert

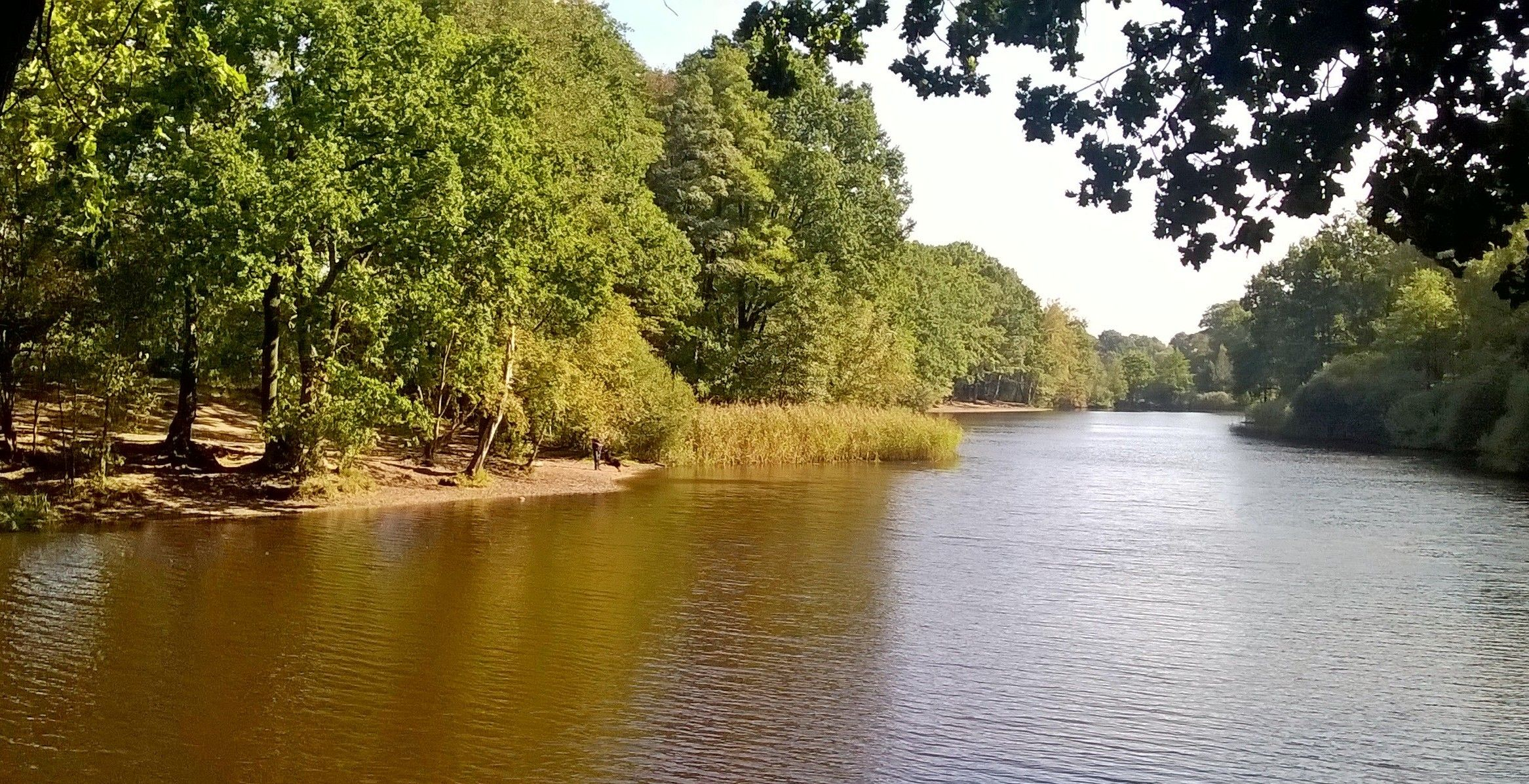
Der von der Mellingbek durchflossene Kupferteich.

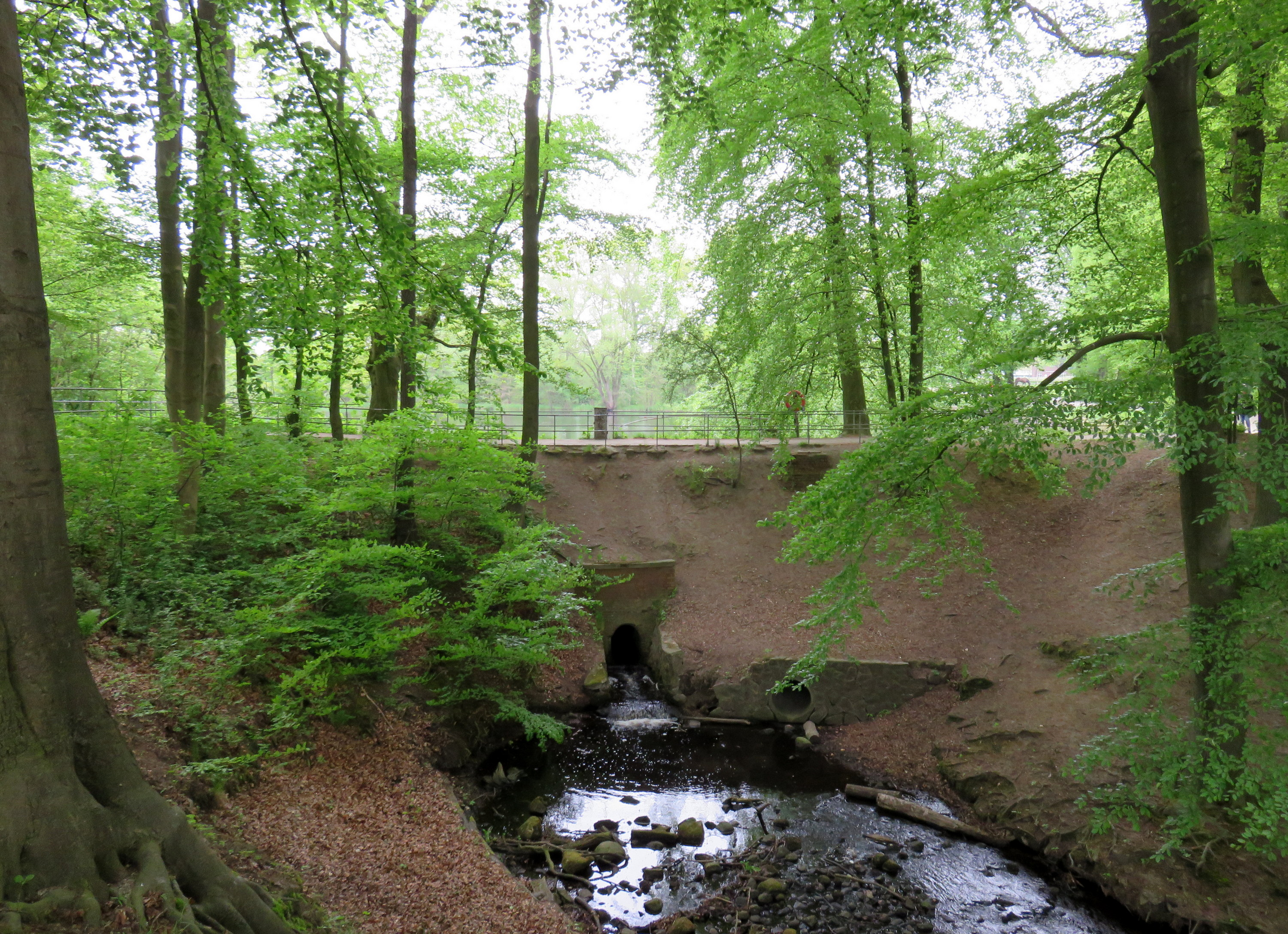
Mühlendamm der ehemaligen Oberen Mühle am Austritt des Kupferteichs.

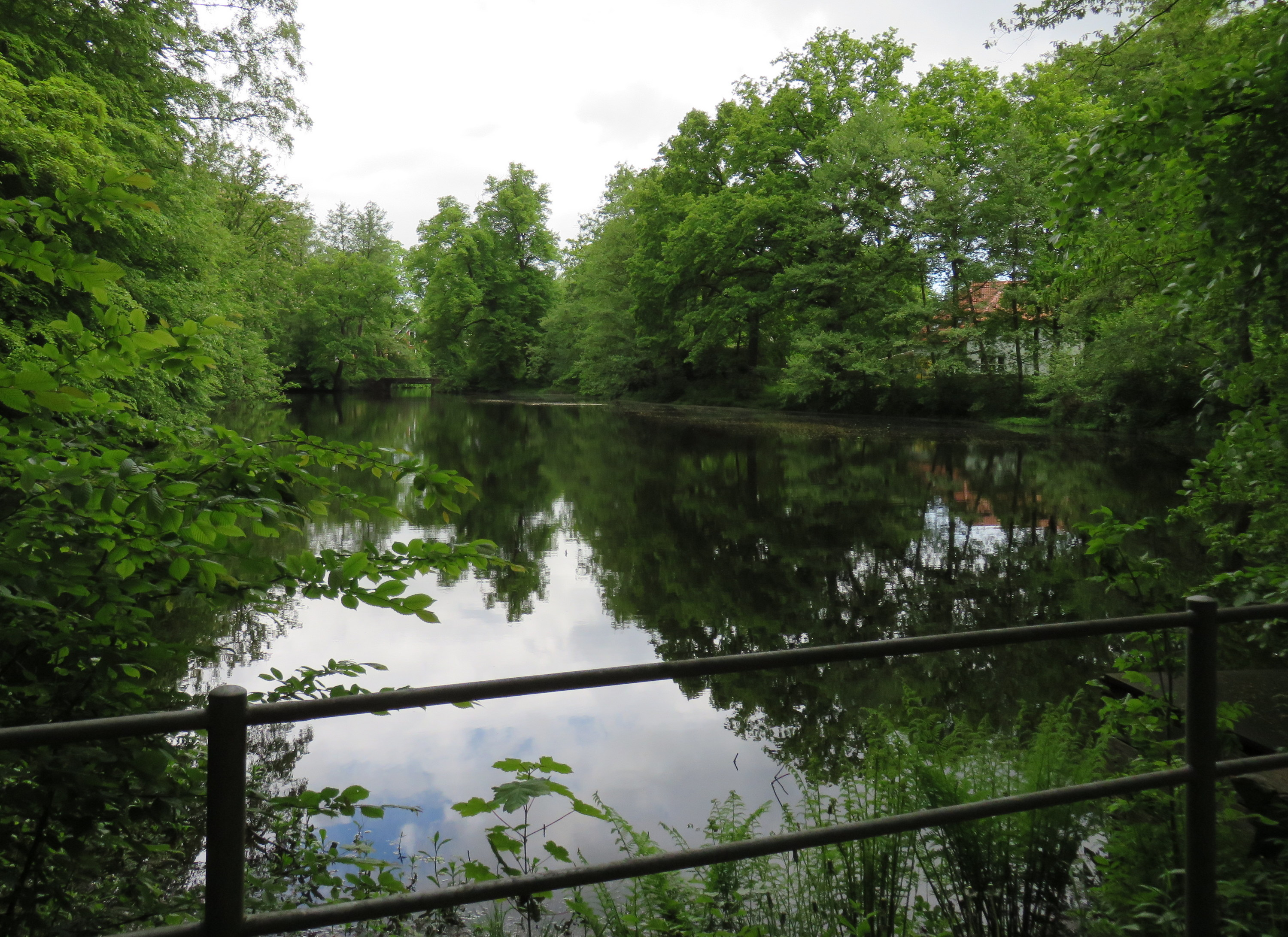
Großer Hohenbuchen-Teich (ehemals Silberteich), Blick von der Fußgängerbrücke am ehemaligen Mühlendamm der Unteren Mühle.

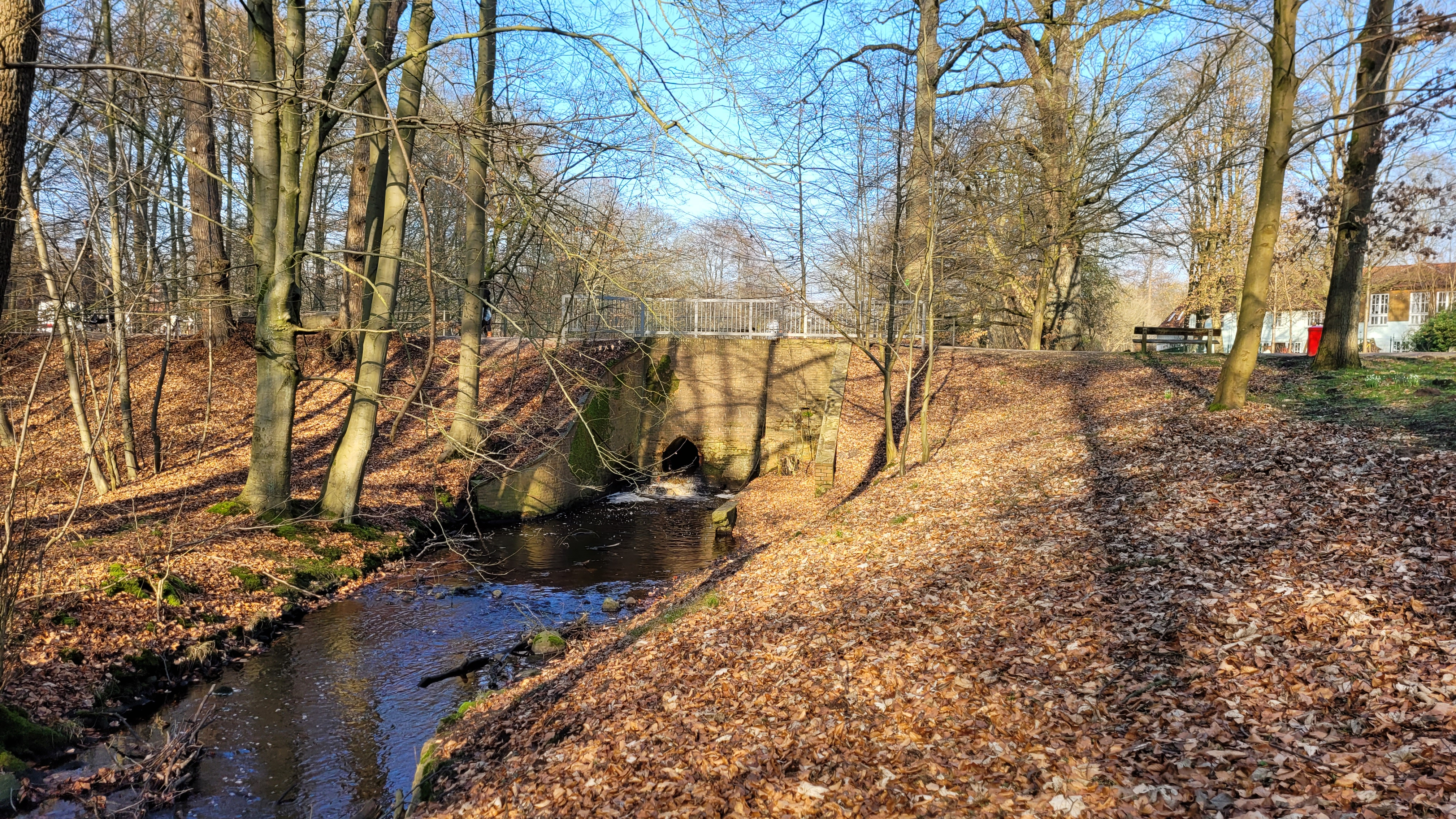
Mühlendamm der ehemaligen Unteren Mühle.

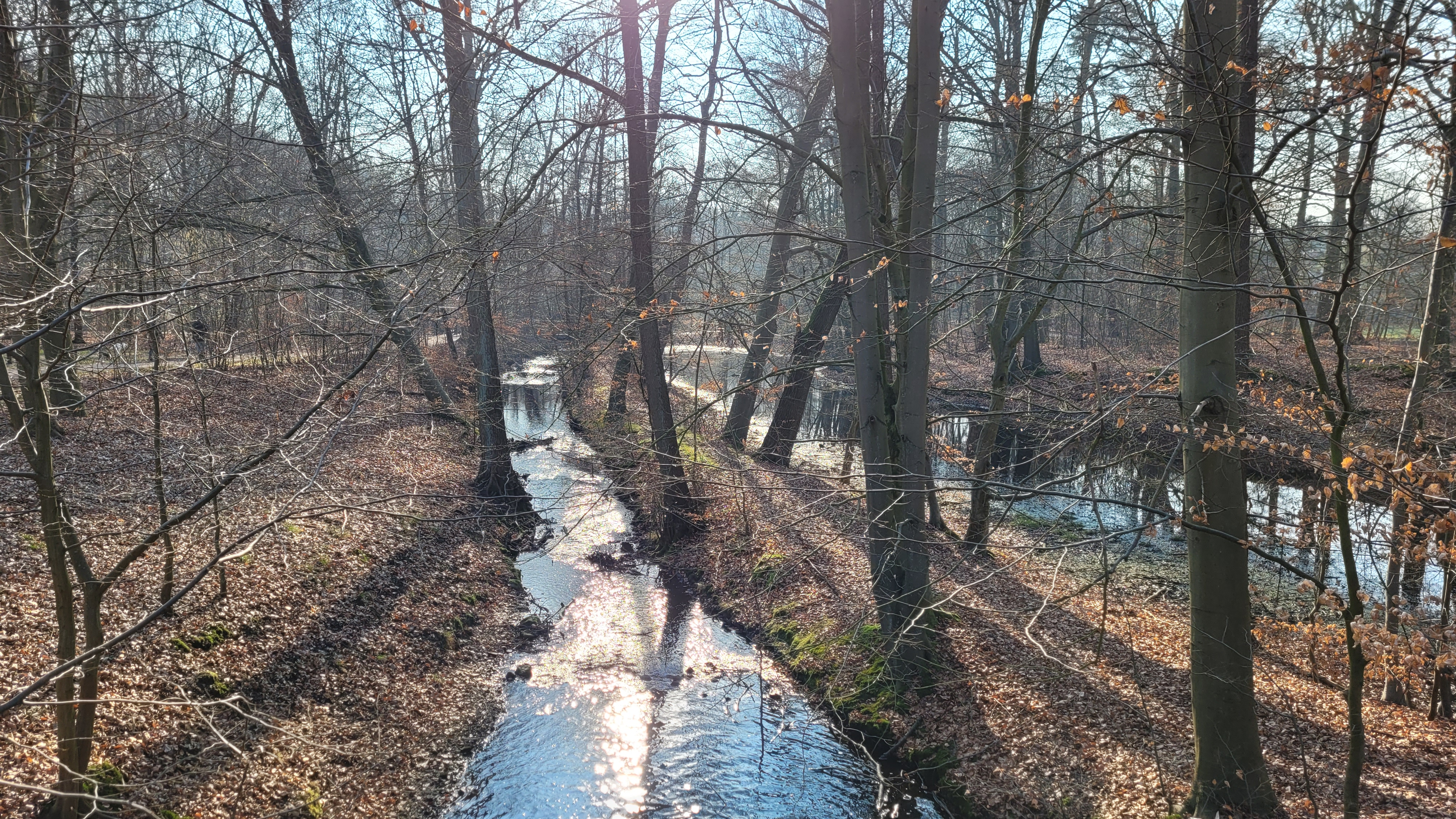
Mellingbek vor der Einmündung in die Alster. Teich rechts im Bild, ehemals Hafen in der Zeit der Poppenbütteler Kupfermühlen

In der Zeit vor 1600 waren geflüchtete Niederländer auch im Hamburger Raum Gründer und Unternehmer von industriellen Kupfermühlen mit Kupferhämmern. 1649 – 1652 waren die Brüder Adrian und Phillip von Porten, deren Familie aus Antwerpen stammten, Besitzer der Poppenbütteler Mühle. Sie errichteten eine neue Mühle, nicht mehr an dem Standort der alten Mühle, sondern erweiterten den Mühlenteich weiter flussabwärts, indem sie einen neuen Mühlendamm bauten, womit der Mühlenteich die Größe des jetzigen Kupferteiches annahm. Die Mühle am neuen Damm wurde als Pulvermühle betrieben.
1663 war Abraham von der Weiden Besitzer der Mühle. Zur Begleichung seiner Schulden wurde die äußerst baufällige Mühle zur Versteigerung ausgeschrieben, woraufhin sich der Verkauf der Mühle über mehrere Jahre hinzog.
Am 25. März 1666 ersteigerte der Hamburger Kaufmann Dietrich Block die Mühle für 6000 Mark. Zur Verärgerung des Domkapitels baute er 1669 die Pulvermühle in eine Kupfersmühle um. 1673 begann er gegen den Willen des Domkapitels flussabwärts an der Mellingbek, kurz vor der Einmündung in die Alster, im heutigen Hohenbuchenpark, eine Pulvermühle zu bauen (die später als Untere Mühle bezeichnet wurde). Die Streitigkeiten und Gerichtsverfahren um den Mühlenbau zogen sich über mehrere Jahre hin, bis Block 1686 die Zustimmung zum Bau der Mühle erhielt. Dabei wurde ihm auferlegt, dass der mit dem Bau des Mühlenteiches verbundene Wasserstau die angrenzende, nach Segeberg führende Landstraße (auch Heerstraße) und die angrenzenden Äcker nicht beeinträchtigen dürfe und dieses sei durch einen zusätzlichen Damm zu schützen. Es wird angenommen, dass mit dem Bau der unteren Pulvermühle die obere Pulvermühle stillgelegt wurde und nur der Kupferhammer am oberen Teich bestehen blieb.
Im August 1686, nach Aufgabe der Belagerung Hamburgs durch dänische Truppen, zogen die dänischen Soldaten auf ihrem Rückzug plündernd und brandschatzend durch die Dörfer, so auch durch Poppenbüttel. Die Hamburger Domherren gestatteten Block wie auch den Poppenbütteler Bauern ihr wertvolles Gut nach Hamburg zur Verwahrung zu bringen. Gegen die Plünderer vorzugehen hatte Hamburg keinerlei Macht.

### 18. Jahrhundert
Blocks († 1693) Nachfolger im Besitz der Pulver- und Kupfermühlen wurde dessen Schwiegersohn Jeronimus Friedrichs. 1696 hatte Friedrichs ohne Zustimmung des Hamburger Domkapitels einen Mühlendamm längs zum Ufer der Alster bauen lassen. Bis zum Jahr 1712 betrieb er die Mühlen anstandslos. Als der Mühlenbesitzer seine Hypothekenzinsen nicht mehr bezahlen konnte, forderten seine Gläubiger schließlich die Versteigerung seines Gehöftes, auch der Dom-Thesaurarius forderte im Jahr 1717 dreijährige Abgaben aus den Mühlen. Am 11. Januar 1718 wurde Friedrichs’ Gehöft mit seinen Gebäuden und der Kupfer- und Pulvermühle nebst Zubehör für 19.000 Mark zur Versteigerung ausgeschrieben. Gläubigerforderungen bestanden über 8.745 Mark, darin enthalten waren der Lohn des Pulvermeisters über 394 Mark und Mühlenreparaturkosten über 137 Mark. Die Versteigerung kam jedoch nicht zustande, das Verfahren zog sich über 10 Jahre hin.
In dieser Zeit war die Mühle an Johann Jakob Leers verpachtet, im Jahr 1731 zu einer Halbjahresmiete über 175 Mark (abzüglich der Reparaturkosten) und über 93 Mark an das Domkapitel.
1733 erwarb Christoffer Möller das mit 19.000 Mark Schulden belastete Gehöft für 16.250 Mark. Folgende Versicherungswerte bestanden: Die obere Hofstätte mit dem Wohnhaus zu 1.180 Mark und der Kupfermühle zu 6.600 Mark. Die dortige verfallene Pulvermühle wurde nicht bewertet. Die untere Hofstätte mit dem Wohnhaus zu 7.489 Mark und der Kupfermühle zu 6.521 Mark. Der Gesamtwert betrug 27.400 Mark. 1750 übertrug Christoffer Möller seinem Sohn Christoffer Möller Jun. die Obere Mühle. Als dieser 1754 insolvent wurde, übernahm Möller Senior wieder die Obere Mühle für 12.025 Mark.
Am 29. März 1762 stand die Obere Mühle wieder zum öffentlichen Verkauf. Nicolaus Olde, der selbst verschuldete war und kein Geld besaß, ersteigerte die Mühle für 8.225 Mark. Aus den Schuld- und Pfandprotokollen ging jedoch hervor, dass der Secretarius des Kapitels, Georg Günter von Hotze die Obere Mühle erstanden hatte. Christoffer Möller, der sein Gehöft nicht räumen wollte, musste zwangsweise entfernt werden.
Am 21. März 1763 erwarb der Kaufmann Hinrich Christian Olde (* 11. März 1727 in Hamburg; † 1. Juli 1789 in Poppenbüttel), Sohn des wohlhabenden Zuckerbäckers Hinrich Olde (* 1686 in Hamburg; † vor 1749) die Obere Mühle. Die Untere Mühle, die als sehr verfallen galt, war für ein Jahr im Besitz des Küpers Michael Lucas Beckmann aus Hamburg. Sie wurde am 30. November 1765 versteigert und ging für 9.125 Mark ebenfalls an Hinrich Christian Olde.
Die Obere Mühle war eine Kupfermühle, die ihren Antrieb aus dem 900 Meter aufgestauten Kupferteich gewann. Die von dem Mühlenrad angetriebene Nockenwelle in der Mühle hob stetig den schweren Kupferhammer an und ließ ihn wieder fallen und formte so die aus Skandinavien, Mexiko und Peru gelieferten Kupferbarren zu Kupferplatten (Abbildung vom Kupferhammer nach einem Gemälde von H. von Zwebel um 1880, in). Verwendung fanden die Kupferplatten für Dächer, Schiffe und Kupferkessel zum Sieden von Zucker. Der An- und Abtransport der Produkte über die Alster nach Hamburg erfolgte mit dem eigenen Oberalster-Lastschiff, „Poppenbüttel“. Hierfür war eigens ein kleiner Hafen unterhalb der Unteren Mühle, mit Verbindung zur Alster angelegt worden. Von dem Hafen ist heute noch ein länglicher Teich neben der Mellingbek, vor der Einmündung in die Alster geblieben. (Lageplan von 1931 mit dem Kupferteich, der Oberen und Unteren Mühle und dem Hafen, in).

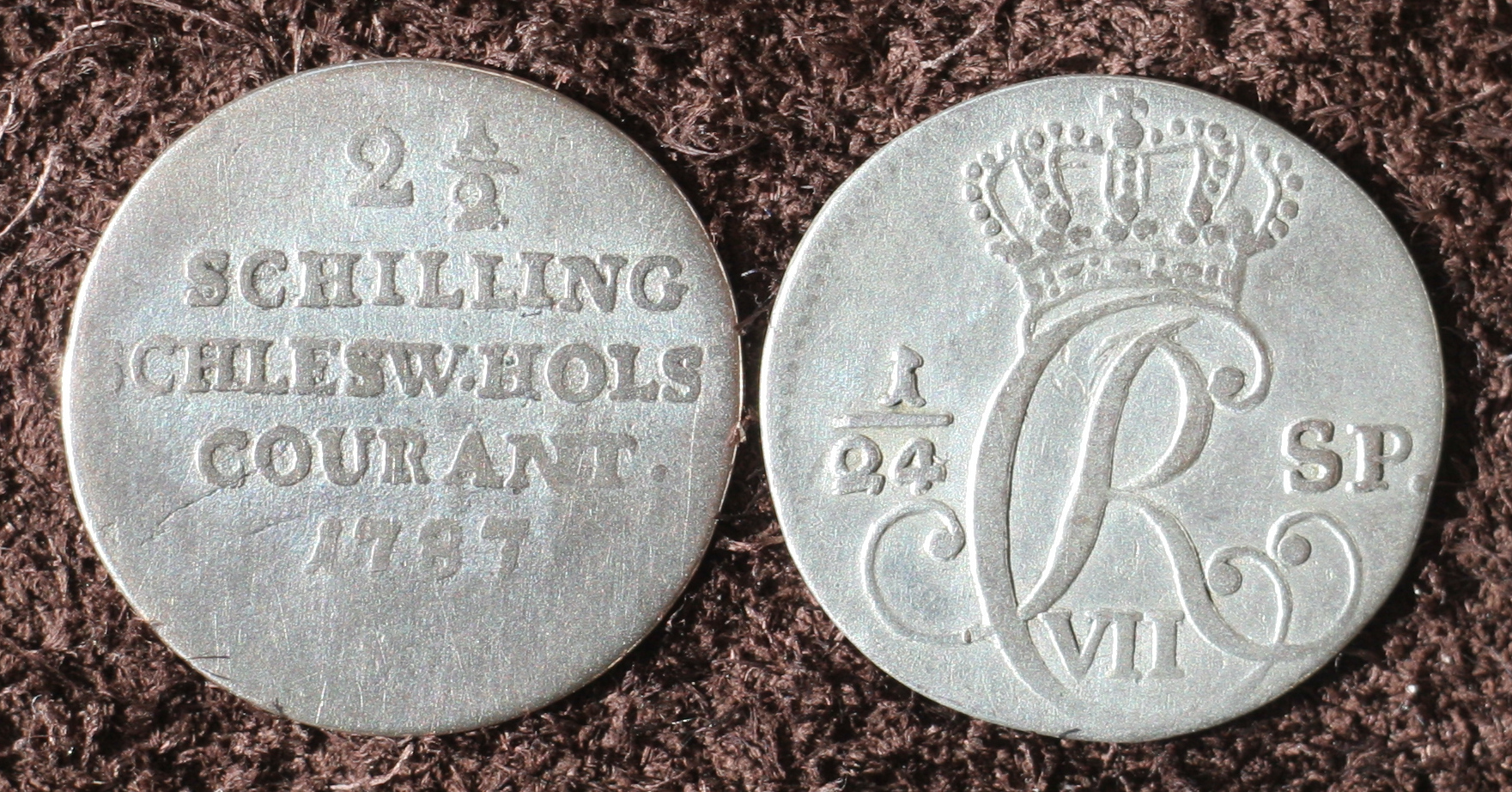
2 ½-Schillinge Schleswig-Holsteinisch Courant (1787)

Die untere Kupfer- und Walzmühle ließ Olde durch den Ingenieur Johann Theodor Reinke (* 10. April 1749 in Hamburg; † 31. Januar 1825 ebenda) zu einem Silber- und Kupferhüttenwerk umbauen und erweitern, das aus drei Walzwerken, einer Silberschmelze und drei Tiegelöfen bestand. Ab 1771 stellte er in der Silberschmelze auch Rohlinge für die neue Königliche Münze zu Altona her. Für die Silberschmelze erhielt er am 25. August 1775 eine dänische Konzession. In dieser Zeit wurde der untere Mühlenteich auch Silberteich genannt. Im Zuge geldpolitischer Reformen in Dänemark produzierte er im Herbst 1780 50.000 Münzen (Schilling Schleswig-Holsteinisch Courant Sechslinge und Speciestaler) pro Woche. Mit der Poppenbütteler Münzpresse konnten täglich 12.000 Münzen hergestellt werden.
Sein Gehöft, das bis an die Alster reichte und zu einem Großteil aus einem alten Buchen-Mischwald bestand, ließ Olde nach englischem Vorbild zu einem Park umgestalten und schuf damit die Grundlage für den heutigen Park „Hohenbuchen“. Auf seinem Hof förderte er auch kulturelle Veranstaltungen, an denen viele Künstler und Wissenschaftler teilnahmen, so die Dichter Matthias Claudius, Friedrich Gottlieb Klopstock und Jens Immanuel Baggesen sowie Carl Friedrich Cramer, Professor für Philosophie.
In einer phantastischen Schilderung, „Reise ans Ender der Welt“, berichtet der 24-jährige Dichter Baggesen von einer Kahnfahrt auf der Alster, die er 1788 gemeinsam mit Matthias Claudius, dessen Frau Rebekka und deren Freundin und dem Gutsherren Olde und dessen Diener unternahm.
Im Zuge  des Erwerbs von Landbesitz und der von ihm vorgenommenen baulichen und landwirtschaftlichen Veränderungen lag Olde mit dem Hamburger Domkapitel, dem Eigentümer des Dorfes Poppenbüttel, im heftigen Streit, den er mit Hilfe des dänischen Oberappellationsgerichts in Glückstadt erfolgreich abwenden konnte.
Durch seine verschiedenen Unternehmungen verschuldete sich Olde zunehmend und belastete seine Mühlen mit einer dänischen Hypothek. Um eine Insolvenz abzuwenden, führte er Verhandlungen mit der dänischen Regierung und schlug dieser am 29. November 1785 vor, seine Silber-Raffinierungs- und Kupferwerke für 40.000 Taler grob Courant dem König zu verkaufen. Im Gegenzug sollte ihm die Münzstätten Poppenbüttel und Altona für jährlich 800 Talern und 1/4 % des Geldes aller dort geprägten Münzen verpachtet werden. Die dänische Regierung willigte ein und es kam zu einem Vertragsabschluss.
Die Bereitwilligkeit der dänischen Krone, die Altonaer Münze dem Christian Hinrich Olde pachtweise zu übertragen, geht auch auf die Bewertung des dortigen Münzdirektor zurück, der die Verbindung der Altonaer Münze mit den Werken in Poppenbüttel als sehr vorteilhaft einstufte. So befänden sich Poppenbüttel in der Oberen Mühle zwei Walzwerke, die auf 6 erweitert werden könnten. In Altona müsste man für die gleich Menge 18 Pferde, die im Göppel gehen müssten, einsetzen, und für die Haltung der Pferde wären 4 Mann erforderlich. In Poppenbüttel gäbe es eine Münzpresse, die um 4 Pressen erweitert werden könnte, die vom Wasser angetriebenen Maschinen würden viel stetiger arbeiten, als es in Altona möglich wäre. Auch die Kosten für die Feuerung und der Arbeitslohn seien in Poppenbüttel niedriger. Die Erfahrungen der Poppenbütteler Werke in der Raffinierung und Verarbeitung von Kupfer, wie Messingdraht zu Stecknadeln, Kupferplatten für Kessel und Schiffe, und das Prägen von Münzen, wären hoch angesehen.
Am 1. Juli 1789 starb Olde, seine Frau war kurz vor ihm verstorben. Kinder besaßen die Oldes nicht.
Die Direktion des Königlichen Altonaischen Banco Contoira, der nach Erlöschung des Oldischen Pachtkontraktes die alleinige Verantwortung der Mühle zufiel, beauftragte Oldes Bevollmächtigten Georg Heinrich Baeseke mit der Weiterführung der Poppenbütteler Werke. Damit konnte der Betrieb unter Baesekes Leitung ohne Unterbrechung fortgeführt werden. Hierzu zählen auch große Mengen an Umprägungen von Münzen. In den Jahren 1787 bis 1789 zeichneten sich die Poppenbütteler Werke durch eine hohe Produktion von Münzen aus, welche mehrmals in der Woche Münzen an die Altonaer Münze ausgeliert wurden, in der Zeit vom 8. November 1787 bis 26. Februar 1788 Münzen im Wert von 54 000 Mark.
Die Hüttenanlagen wurden 1791 an die Direktion des Königlichen Altonaischen Banco Contoira verkauft. Nach Abgang Baesekes aus dem Silber- und Kupferwerk, besetzten die Kopenhagener das Werk mit eigenen Beamten. In Poppenbüttel wurden noch bis 1808 Münzen geprägt.

### 19. Jahrhundert
Seit 1828 waren die Mühlen wieder in privater Hand:
- 1828 Johann Georg Heise
- 1828–1834 Justizrat Johann Lüders
- 1834–1835 Mathias Reinhold Nissen
- 1835–1836 Dr. jur. Johann Hinrich Bauer
- 1836–1840 Therese Wilhelmine Hinz, geb. Rademin, Dr. jur. Amtmann Constant
- 1840–1845 Dierckrink Freiherr von Holmfeld
- 1845–1849 Wilhelmine Schytte und Regnar Westholz aus Jütland.

1849 erwarb der Hamburger Kaufmann und Seifenfabrikant Alexander Kähler (* 1806 in Altona; † 1890) beide Wassermühlen. Die ehemalige Silberschmelze baute er in eine Seifensiederei um. Für die zunächst noch als Kupferhammer betriebene Obere Mühle erzielte er einen Auftrag für einen Kupferkessel für die westindische Zuckersiederei. Zum Abtransport des Kessels nach Hamburg kam wieder das Lastschiff Poppenbüttel zum Einsatz. Später wurde die Obere Mühle mehrere Jahre als Holzsägerei betrieben.
Danach baute Kähler beide Mühlen in Ölmühlen um. Den Hauptbetrieb stellte die Untere Mühle im Parkbereich dar. Das große Mühlengebäude war gegen den Mühlendamm gebaut, so dass die oberen Räume vom Damm aus zugänglich waren. Sie dienten als Kontor, Lagerräume für die Ölfrüchte und Zimmermannswerkstatt, in denen die Seifenfässer angefertigt wurden. Die tieferliegenden Räume waren die Betriebsräume mit der Ölschlägerei und der Seifensiederei. In der Ölschlägerei wurde vorwiegend Lein- und Rapsöl erzeugt. In den Jahren, in denen der Wald lohnende Mengen Bucheckern hergab, wurden diese auch zu Öl geschlagen. Vor dem Pressen der Früchte wurden sie zwischen zwei Mahlsteinen zu Schrot zermahlen, erhitzt und für den Pressvorgang in längliche Beutel gefüllt. Die beiden aus Buchenholz bestehende Ölhämmer reichten mit einer Länge von 8 Metern bis unter das Dach der Mühle, wo sie von einer Nockenwelle in einem regelmäßigen Rhythmus senkrecht angehoben und im freien Fall auf den Ölkuchen trafen und das Öl aus dem Schrot herausgequetschten. Der gepresste Ölkuchen war dann auch begehrtes Tierfutter in der Landwirtschaft. An- und Abfuhr der Rohstoffe für die Mühle und der Ölprodukte erfolgte mit den Alsterschiffen von dem an der Südspitze des Parks gelegenen Hafen.
Die Mühlen mit ihren hölzernen Wasserrädern und Zahnrädern, die z. T. einen Durchmesser von 3 Meter besaßen, stellten eine beachtliche handwerkliche Leistung dar. Die aus Weißbuche gefertigten Zähne waren einzeln in den Radkranz mit einem Schaft eingesetzt und leicht austauschbar. Die Konstruktion der Ölmühle war auch Vorbild für den Bau einer entsprechenden Anlage in Afrika für eine Rizinusölmühle.
Kähler pflegte auf seinem Gut den vorhandenen Baumbestand und pflanzte verschiedene neue Baumarten an und gab der Parkanlage den Namen Hohenbuchen. Nach seinem Tod übernahm sein Sohn Alexander Kähler (* 17. Mai 1832 in Hamburg; † 10. Oktober 1907 in Wilstorf), den Besitz, der auch Senator in Hamburg war.
1896 erwarb der Hamburger Kaufmann Eduard Lippert (* 8. Januar 1844 in Hamburg; † 19. November 1925 ebenda) das Gut Hohenbuchen. Den Betrieb der Ölmühle und der Seifensiederei legte er still. Stattdessen baute er eine Milchkuhhaltung, die aus 143 Kühen bestand. Die Milch verkaufte er hauptsächlich nach Hamburg, die per Pferdewagen geliefert wurde. Im Gebäude der Unteren Mühle, in dem sich – wie bei den Stadtmühlen – das Mühlenrad befand, baute er einen Generator ein, der seinen Hof mit Strom versorgte. Im Mühlenteich (dem heutigen Kupferteich) der Oberen Mühle baute Lippert eine Fischzucht für Forellen und Karpfen auf. 1911 verließ Lippert seinen Besitz.

### 20. und 21. Jahrhundert
Am 21. November 1913 übernahm der Hamburger Kaufmann Franz Schröder das Gut. Die Untere Mühle auf dem Hof brannte am 4. Februar 1922 ab. Die Fischzucht wurde bis 1928 genutzt. 1929 wurde die Obere Mühle und 1935/36 das Herrenhaus abgerissen. Am 17. November 1938 verkaufte Schröder das Gut an die Stadt Hamburg, die das Terrain am 1. April 1946 an die Alsterdorfer Anstalten verpachtete.
(Ein Lageplan des Gutshofes Hohenbuchen mit der Unteren Mühle um 1930, in )
Heute existieren nur noch die von der Mellingbek durchflossenen Mühlenteiche und die Staumauern beider Mühlen.